# Список медалей чемпіонатів світу з хокею з шайбою

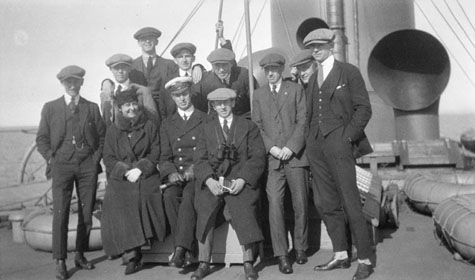
Володарі золотих медалей Вінніпег Фалконс (представники Канади), зображені на шляху на Олімпійські ігри 1920, які було зараховано як перший чемпіонат світу з хокею

Чемпіонат світу з хокею — щорічний захід Міжнародної федерації хокею (IIHF). Йому передував Чемпіонат Європи, який проводили з 1910 по 1932 рік. Результат першого Чемпіонату світу визначено за підсумками літніх Олімпійських ігор 1920. Згодом, хокей із шайбою увійшов у програму зимових Олімпійських ігор і результат Чемпіонату світу вирішувався, якщо обидві події відбувалися в один і той самий рік. Так продовжувалося до зимових Олімпійських ігор 1968. Перші три чемпіонати розіграли на Олімпійських іграх, тоді як перший Чемпіонат світу, що був окремим заходом, відбувся 1930 року.
Сучасний формат Чемпіонату світу складається з 16 команд у чемпіонській групі, 12 команд у дивізіоні 1 і 12 команд у дивізіоні 2. Якщо є понад 40 команд, то решта змагаються в дивізіоні 3. Команди в чемпіонаті грають попередні відбіркові ігри, потім вісім найкращих команд грають у медальному раунді за системою плей-оф, і команда-переможець стає чемпіоном світу. Від Олімпійських ігор 1920 до чемпіонату світу 1976 тільки спортсменам, які вважалися "любителями", було дозволено змагатися в турнірі. Через це гравці з Національної хокейної ліги та їхніх дорослих команд з молодших ліг не допускалися до змагань, тоді як СРСР було дозволено використовувати постійних повночасових гравців, які офіційно були працівниками компаній авіаційної промисловості і тракторобудування. Вважалося, що ці гравці грають у любительських командах спортивних товариств своїх роботодавців у позаробочий час. 1970 року досягнуто угоди, за якою лише невеликій кількості професіоналів дозволялося брати участь у чемпіонаті. Тоді Канада відмовилася від участі в турнірі. Починаючи з 1977 року професійним спортсменам дозволялося брати участь у турнірі і Канада знову стала учасницею турніру, використовуючи деяких гравців НХЛ з тих команд, які не змогли дістатися Плей-оф Кубка Стенлі.
Станом на 2016 рік відбувся 81 турнір. З 1920 по 1930 рік проводилися проводилися лише хокейні турніри в рамках зимових Олімпійських ігор без проміжних чемпіонатів світу між ними. Жодних чемпіонатів не проводилося в період з 1940 до 1946 через Другу світову війну, а також в олімпійські роки 1980, 1984 і 1988. Десять різних країн завоювали золоті медалі на Чемпіонаті світу, а загалом чотирнадцять країн ставали володарями різних медалей. Канада виграла 48 медалей, більше, ніж будь-яка інша країна. Збірна СРСР, яка взяла участь 1954 року, а востаннє 1991-го, завойовувала медалі на всіх цих турнірах. Вигравши Чемпіонат світу 2006, Швеція стала першою країною в історії спорту, яка завоювала олімпійське золото, а також як окремий Чемпіонат світу в тому самому сезоні.

## Чемпіони
|     | Хокейний турнір на літні Олімпійських іграх, що проходили того самого року, розцінено як Чемпіонат світу.                                                                       |
| *   | Хокейний турнір на зимових Олімпійських іграх, що проходили того самого року, розцінено як Чемпіонат світу.                                                                     |
| (#) | Кількість турнірів виграних до того часу. Друге число показує загальну кількість, враховуючи медалі за той час, коли країна була частиною Радянського Союзу або Чехословаччини. |

| Рік    | Золото                                | Срібло                                | Бронза                                | Місто-господар /міста-господарі | Країна-господарка / країни-господарки |
| ------ | ------------------------------------- | ------------------------------------- | ------------------------------------- | ------------------------------- | ------------------------------------- |
| 1920   | Канада (1)                            | США (1)                               | Чехословаччина (1)                    | Антверпен                       | Бельгія (1)                           |
| 1924 * | Канада (2)                            | США (2)                               | Велика Британія (1)                   | Шамоні                          | Франція (1)                           |
| 1928 * | Канада (3)                            | Швеція (1)                            | Швейцарія (1)                         | Санкт-Моріц                     | Швейцарія (1)                         |
| 1930   | Канада (4)                            | Німеччина (1)                         | Швейцарія (2)                         | Шамоні Берлін Відень            | Франція (2) (1) Австрія (1)           |
| 1931   | Канада (5)                            | США (3)                               | Австрія (1)                           | Криниця                         | Польща (1)                            |
| 1932 * | Канада (6)                            | США (4)                               | Німеччина (1)                         | Лейк-Плесід                     | США (1)                               |
| 1933   | США (1)                               | Канада (1)                            | Чехословаччина (2)                    | Прага                           | Чехословаччина (1)                    |
| 1934   | Канада (7)                            | США (5)                               | Німеччина (2)                         | Мілан                           | Італія (1)                            |
| 1935   | Канада (8)                            | Швейцарія (1)                         | Велика Британія (2)                   | Давос                           | Швейцарія (2)                         |
| 1936 * | Велика Британія (1)                   | Канада (2)                            | США (1)                               | Гарміш-Партенкірхен             | Німеччина (2)                         |
| 1937   | Канада (9)                            | Велика Британія (1)                   | Швейцарія (3)                         | Лондон                          | Велика Британія (1)                   |
| 1938   | Канада (10)                           | Велика Британія (2)                   | Чехословаччина (3)                    | Прага                           | Чехословаччина (2)                    |
| 1939   | Канада (11)                           | США (6)                               | Швейцарія (4)                         | Цюрих і Базель                  | Швейцарія (3)                         |
| 1947   | Чехословаччина (1)                    | Швеція (2)                            | Австрія (2)                           | Прага                           | Чехословаччина (3)                    |
| 1948 * | Канада (12)                           | Чехословаччина (1)                    | Швейцарія (5)                         | Санкт-Моріц                     | Швейцарія (4)                         |
| 1949   | Чехословаччина (2)                    | Канада (3)                            | США (2)                               | Стокгольм                       | Швеція (1)                            |
| 1950   | Канада (13)                           | США (7)                               | Швейцарія (6)                         | Лондон                          | Велика Британія (2)                   |
| 1951   | Канада (14)                           | Швеція (3)                            | Швейцарія (7)                         | Париж                           | Франція (3)                           |
| 1952 * | Канада (15)                           | США (8)                               | Швеція (1)                            | Осло і Драммен                  | Норвегія (1)                          |
| 1953   | Швеція (1)                            | ФРН (2)                               | Швейцарія (8)                         | Цюрих і Базель                  | Швейцарія (5)                         |
| 1954   | СРСР (1)                              | Канада (4)                            | Швеція (2)                            | Стокгольм                       | Швеція (2)                            |
| 1955   | Канада (16)                           | СРСР (1)                              | Чехословаччина (4)                    | Крефельд, Дортмунд і Кельн      | ФРН (3)                               |
| 1956 * | СРСР (2)                              | США (9)                               | Канада (1)                            | Кортіна                         | Італія (2)                            |
| 1957   | Швеція (2)                            | СРСР (2)                              | Чехословаччина (5)                    | Москва                          | СРСР (1)                              |
| 1958   | Канада (17)                           | СРСР (3)                              | Швеція (3)                            | Осло                            | Норвегія (2)                          |
| 1959   | Канада (18)                           | СРСР (4)                              | Чехословаччина (6)                    | Прага, Братислава і Острава     | Чехословаччина (4)                    |
| 1960 * | США (2)                               | Канада (5)                            | СРСР (1)                              | Скво-Веллі                      | США (2)                               |
| 1961   | Канада (19)                           | Чехословаччина (2)                    | СРСР (2)                              | Женева і Лозанна                | Швейцарія (6)                         |
| 1962   | Швеція (3)                            | Канада (6)                            | США (3)                               | Колорадо-Спрінгз і Денвер       | США (3)                               |
| 1963   | СРСР (3)                              | Швеція (4)                            | Чехословаччина (7)                    | Стокгольм                       | Швеція (3)                            |
| 1964 * | СРСР (4)                              | Швеція (5)                            | Чехословаччина (8)                    | Інсбрук                         | Австрія (2)                           |
| 1965   | СРСР (5)                              | Чехословаччина (3)                    | Швеція (4)                            | Тампере                         | Фінляндія (1)                         |
| 1966   | СРСР (6)                              | Чехословаччина (4)                    | Канада (2)                            | Любляна                         | Югославія (1)                         |
| 1967   | СРСР (7)                              | Швеція (6)                            | Канада (3)                            | Відень                          | Австрія (3)                           |
| 1968 * | СРСР (8)                              | Чехословаччина (5)                    | Канада (4)                            | Гренобль                        | Франція (4)                           |
| 1969   | СРСР (9)                              | Швеція (7)                            | Чехословаччина (9)                    | Стокгольм                       | Швеція (4, 5)                         |
| 1970   | СРСР (10)                             | Швеція (8)                            | Чехословаччина (10)                   | Стокгольм                       | Швеція (4, 5)                         |
| 1971   | СРСР (11)                             | Чехословаччина (6)                    | Швеція (5)                            | Берн і Женева                   | Швейцарія (7)                         |
| 1972   | Чехословаччина (3)                    | СРСР (5)                              | Швеція (6)                            | Прага                           | Чехословаччина (5)                    |
| 1973   | СРСР (12)                             | Швеція (9)                            | Чехословаччина (11)                   | Москва                          | СРСР (2)                              |
| 1974   | СРСР (13)                             | Чехословаччина (7)                    | Швеція (7)                            | Гельсінкі                       | Фінляндія (2)                         |
| 1975   | СРСР (14)                             | Чехословаччина (8)                    | Швеція (8)                            | Мюнхен і Дюссельдорф            | ФРН (4)                               |
| 1976   | Чехословаччина (4)                    | СРСР (6)                              | Швеція (9)                            | Катовиці                        | Польща (2)                            |
| 1977   | Чехословаччина (5)                    | Швеція (10)                           | СРСР (3)                              | Відень                          | Австрія (4)                           |
| 1978   | СРСР (15)                             | Чехословаччина (9)                    | Канада (5)                            | Прага                           | Чехословаччина (6)                    |
| 1979   | СРСР (16)                             | Чехословаччина (10)                   | Швеція (10)                           | Москва                          | СРСР (3)                              |
| 1981   | СРСР (17)                             | Швеція (11)                           | Чехословаччина (12)                   | Гетеборг і Стокгольм            | Швеція (6)                            |
| 1982   | СРСР (18)                             | Чехословаччина (11)                   | Канада (6)                            | Гельсінкі і Тампере             | Фінляндія (3)                         |
| 1983   | СРСР (19)                             | Чехословаччина (12)                   | Канада (7)                            | Дюссельдорф, Дортмунд і Мюнхен  | ФРН (5)                               |
| 1985   | Чехословаччина (6)                    | Канада (7)                            | СРСР (4)                              | Прага                           | Чехословаччина (7)                    |
| 1986   | СРСР (20)                             | Швеція (12)                           | Канада (8)                            | Москва                          | СРСР (4)                              |
| 1987   | Швеція (4)                            | СРСР (7)                              | Чехословаччина (13)                   | Відень                          | Австрія (5)                           |
| 1989   | СРСР (21)                             | Канада (8)                            | Чехословаччина (14)                   | Стокгольм і Седертельє          | Швеція (7)                            |
| 1990   | СРСР (22)                             | Швеція (13)                           | Чехословаччина (15)                   | Берн і Фрібур                   | Швейцарія (8)                         |
| 1991   | Швеція (5)                            | Канада (9)                            | СРСР (5)                              | Турку, Гельсінкі і Тампере      | Фінляндія (4)                         |
| 1992   | Швеція (6)                            | Фінляндія (1)                         | Чехословаччина (16)                   | Прага і Братислава              | Чехословаччина (8)                    |
| 1993   | Росія (1/23)                          | Швеція (14)                           | Чехія (1/17)                          | Дортмунд і Мюнхен               | Німеччина (6)                         |
| 1994   | Канада (20)                           | Фінляндія (2)                         | Швеція (11)                           | Больцано, Канацеї і Мілан       | Італія (3)                            |
| 1995   | Фінляндія (1)                         | Швеція (15)                           | Канада (9)                            | Стокгольм і Євле                | Швеція (8)                            |
| 1996   | Чехія (1/7)                           | Канада (10)                           | США (4)                               | Відень                          | Австрія (6)                           |
| 1997   | Канада (21)                           | Швеція (16)                           | Чехія (2/18)                          | Гельсінкі, Турку і Тампере      | Фінляндія (5)                         |
| 1998   | Швеція (7)                            | Фінляндія (3)                         | Чехія (3/19)                          | Цюрих і Базель                  | Швейцарія (9)                         |
| 1999   | Чехія (2/8)                           | Фінляндія (4)                         | Швеція (12)                           | Осло, Ліллегаммер і Гамар       | Норвегія (3)                          |
| 2000   | Чехія (3/9)                           | Словаччина (1)                        | Фінляндія (1)                         | Санкт-Петербург                 | Росія (1)                             |
| 2001   | Чехія (4/10)                          | Фінляндія (5)                         | Швеція (13)                           | Кельн, Ганновер і Нюрнберг      | Німеччина (7)                         |
| 2002   | Словаччина (1)                        | Росія (1/8)                           | Швеція (14)                           | Гетеборг, Карлстад і Єнчепінг   | Швеція (9)                            |
| 2003   | Канада (22)                           | Швеція (17)                           | Словаччина (1)                        | Гельсінкі, Тампере і Турку      | Фінляндія (6)                         |
| 2004   | Канада (23)                           | Швеція (18)                           | США (5)                               | Прага і Острава                 | Чехія (1)                             |
| 2005   | Чехія (5/11)                          | Канада (11)                           | Росія (1/6)                           | Інсбрук і Відень                | Австрія (7)                           |
| 2006   | Швеція (8)                            | Чехія (1/13)                          | Фінляндія (2)                         | Рига                            | Латвія (1)                            |
| 2007   | Канада (24)                           | Фінляндія (6)                         | Росія (2/7)                           | Москва і Митищі                 | Росія (2)                             |
| 2008   | Росія (2/24)                          | Канада (12)                           | Фінляндія (3)                         | Галіфакс і Квебек               | Канада (1)                            |
| 2009   | Росія (3/25)                          | Канада (13)                           | Швеція (15)                           | Клотен і Берн                   | Швейцарія (10)                        |
| 2010   | Чехія (6/12)                          | Росія (2/9)                           | Швеція (16)                           | Кельн, Мангайм і Гельзенкірхен  | Німеччина (8)                         |
| 2011   | Фінляндія (2)                         | Швеція (19)                           | Чехія (4/20)                          | Братислава і Кошиці             | Словаччина (1)                        |
| 2012   | Росія (4/26)                          | Словаччина (2)                        | Чехія (5/21)                          | Гельсінкі і Стокгольм           | Фінляндія (7, 8) Швеція (10, 11)      |
| 2013   | Швеція (9)                            | Швейцарія (2)                         | США (6)                               | Гельсінкі і Стокгольм           | Фінляндія (7, 8) Швеція (10, 11)      |
| 2014   | Росія (5/27)                          | Фінляндія (7)                         | Швеція (17)                           | Мінськ                          | Білорусь (1)                          |
| 2015   | Канада (25)                           | Росія (3/10)                          | США (7)                               | Прага і Острава                 | Чехія (2)                             |
| 2016   | Канада (26)                           | Фінляндія (8)                         | Росія (3/8)                           | Москва і Санкт-Петербург        | Росія (3)                             |
| 2017   | Швеція (10)                           | Канада (14)                           | Росія (4/9)                           | Кельн і Париж                   | Німеччина (9) Франція (5)             |
| 2018   | Швеція (11)                           | Швейцарія (3)                         | США (8)                               | Копенгаген і Гернінг            | Данія (1)                             |
| 2019   | Фінляндія (3)                         | Канада (15)                           | Росія (5/10)                          | Братислава і Кошиці             | Словаччина (2)                        |
| 2020   | скасовано через пандемію коронавірусу | скасовано через пандемію коронавірусу | скасовано через пандемію коронавірусу | Цюрих і Лозанна                 | Швейцарія                             |
| 2021   | Канада (27)                           | Фінляндія (9)                         | США (9)                               | Рига                            | Латвія (2)                            |
| 2022   | Фінляндія (4)                         | Канада (16)                           | Чехія (6/22)                          | Гельсінкі і Тампере             | Фінляндія (9)                         |
| 2023   | Канада (28)                           | Німеччина (3)                         | Латвія (1)                            | Тампере і Рига                  | Фінляндія (10) Латвія (3)             |
| 2024   | Чехія (7/13)                          | Швейцарія (4)                         | Швеція (18)                           | Прага Острава                   | Чехія (3/11)                          |
| 2025   | США (3)                               | Швейцарія (5)                         | Швеція (19)                           | Стокгольм Гернінг               | Швеція (12) Данія (2)                 |
| 2026   |                                       |                                       |                                       | Дюссельдорф і Мангайм           | Німеччина (10)                        |

## Таблиця медалей
Прописом виділено країни, які більше не беруть участь у турнірах.
| Місце              | Країна             | Золото | Срібло | Бронза | Загалом |
| ------------------ | ------------------ | ------ | ------ | ------ | ------- |
| 1                  | Канада             | 28     | 16     | 9      | 53      |
| 2                  | Росія              | 5      | 3      | 5      | 13      |
| 2                  | СРСР               | 22     | 7      | 5      | 34      |
| 2                  | Загалом            | 27     | 10     | 10     | 47      |
| 3                  | Чехія              | 7      | 1      | 6      | 14      |
| 3                  | Чехословаччина     | 6      | 12     | 16     | 34      |
| 3                  | Загалом            | 13     | 13     | 22     | 48      |
| 4                  | Швеція             | 11     | 19     | 19     | 49      |
| 5                  | Фінляндія          | 4      | 9      | 3      | 16      |
| 6                  | США                | 3      | 9      | 9      | 21      |
| 7                  | Велика Британія    | 1      | 2      | 2      | 5       |
| 8                  | Словаччина         | 1      | 2      | 1      | 4       |
| 9                  | Швейцарія          | 0      | 5      | 8      | 13      |
| 10                 | Німеччина          | 0      | 2      | 2      | 4       |
| 10                 | ФРН                | 0      | 1      | 0      | 1       |
| 10                 | Загалом            | 0      | 3      | 2      | 5       |
| 11                 | Австрія            | 0      | 0      | 2      | 2       |
| 12                 | Латвія             | 0      | 0      | 1      | 1       |
| Загалом (15 країн) | Загалом (15 країн) | 88     | 88     | 88     | 264     |

## Фінали
З моменту введення раундів плей-оф у 1992 році, такі національні збірні потрапляли у фінал.
| Країна     | Золото | Срібло | Загалом фіналів |
| ---------- | ------ | ------ | --------------- |
| Канада     | 9      | 7      | 16              |
| Чехія      | 7      | 1      | 8               |
| Швеція     | 6      | 6      | 12              |
| Росія      | 5      | 3      | 8               |
| Фінляндія  | 4      | 9      | 13              |
| Словаччина | 1      | 2      | 3               |
| США        | 1      | 0      | 1               |
| Швейцарія  | 0      | 4      | 4               |
| Німеччина  | 0      | 1      | 1               |
| Загалом    | 33     | 33     | 66              |